# Мозел (Вісконсин)
Мозел (англ. Mosel) — місто (англ. town) в США, в окрузі Шебойґан штату Вісконсин. Населення — 748 осіб (2020).

## Демографія
Згідно з переписом 2010 року, у місті мешкало 790 осіб у 308 домогосподарствах у складі 239 родин. Було 328 помешкань
Расовий склад населення:
| - 93,8 % — білих - 4,7 % — азіатів - 0,1 % — чорних або афроамериканців |

До двох чи більше рас належало 0,6 %. Частка іспаномовних становила 2,5 % від усіх жителів.
За віковим діапазоном населення розподілялося таким чином: 22,7 % — особи молодші 18 років, 59,6 % — особи у віці 18—64 років, 17,7 % — особи у віці 65 років та старші. Медіана віку мешканця становила 47,0 року. На 100 осіб жіночої статі у місті припадало 107,3 чоловіків;  на 100 жінок у віці від 18 років та старших — 107,1 чоловіків також старших 18 років.
Середній дохід на одне домашнє господарство  становив 101 682 долари США (медіана — 81 458), а середній дохід на одну сім'ю — 110 302 долари (медіана — 83 889). Медіана доходів становила 59 028 доларів для чоловіків та 37 500 доларів для жінок. За межею бідності перебувало 1,0 % осіб, у тому числі 0,0 % дітей у віці до 18 років та 1,3 % осіб у віці 65 років та старших.
Цивільне працевлаштоване населення становило 433 особи. Основні галузі зайнятості: виробництво — 22,4 %, освіта, охорона здоров'я та соціальна допомога — 15,7 %, будівництво — 12,0 %, роздрібна торгівля — 10,4 %.